# Шаровка (Омская область)
Шаровка — деревня в Полтавском районе Омской области России. Входит в состав Красногорского сельского поселения.

## История
Основана в 1907 году. В 1928 году деревня состояла из 88 хозяйств, основное население — украинцы. В административном отношении являлась центром Шаровского сельсовета Полтавского района Омского округа Сибирского края.

## Население
| 1926 | 2010 |
| ---- | ---- |
| 476  | ↘105 |

## Известные уроженцы
- Долина, Мария Ивановна (1920—2010) — советская лётчица, капитан, Герой Советского Союза. Почётный гражданин Киева.